# Columba pollenii
La paloma de las Comoras, paloma de las Comores o paloma de las Comoros (Columba pollenii) es una especie de ave columbiforme de la familia Columbidae endémica del archipiélago de las Comoras. Su hábitat natural son los bosques tropicales de estas islas. Está amenazada por perdida de hábitat.